# ألبرت س. كون
ألبرت س. كون (بالإنجليزية: Albert C. Cohn)‏ هو قاضي ومحامي أمريكي، ولد في 20 ديسمبر 1885 في نيويورك في الولايات المتحدة، وتوفي بنفس المكان في 8 يناير 1959.